# Tosin Adarabioyo
Abdul-Nasir Oluwatosin Adarabioyo, meglio conosciuto come Tosin Adarabioyo (Manchester, 24 settembre 1997), è un calciatore inglese di origini nigeriane, difensore del Chelsea.

## Biografia
È nato a Manchester da genitori nigeriani. Ha un fratello maggiore di nome Fisayo, che gioca come attaccante nell'Oss.

## Carriera

### Club
Cresciuto nelle giovanili del Manchester City, Adarabioyo debutta in prima squadra il 21 febbraio 2016, giocando da titolare nella partita di FA Cup persa 5-1 contro il Chelsea. Il 24 agosto successivo, fa il suo esordio nella partita di ritorno dei preliminari di UEFA Champions League contro lo Steaua Bucarest.
Il 6 dicembre seguente, gioca titolare nella partita valida alla fase ai gironi di Champions League contro il Celtic. Nel giugno del 2017, rinnova il suo contratto con i Citizens sino al 2021.
Il 3 agosto 2018, viene girato in prestito al West Bromwich, militante nella Championship inglese.
Il 31 luglio 2019, viene girato nuovamente in prestito annuale al Blackburn, nella Championship. Il 2 novembre successivo, segna la sua prima rete in carriera nella partita in casa vinta per 2-1 contro lo Sheffield Weds.
Il 6 ottobre 2020, viene ceduto a titolo definitivo al Fulham, in Premier League. Lascia il club londinese al termine della stagione 2023-2024, alla scadenza naturale del proprio contratto.
Il 7 giugno 2024, viene annunciato il suo ingaggio a parametro zero da parte del Chelsea, in Premier League, con cui firma un contratto quadriennale, valido a partire dal 1º luglio seguente.

### Nazionale
Adarabioyo ha rappresentato l'Inghilterra a diversi livelli giovanili, militando in tutte le nazionali dall'Under-16 all'Under-19.

## Statistiche

### Presenze e reti nei club
Statistiche aggiornate al 24 giugno 2025.
| Stagione               | Squadra                | Campionato             | Campionato | Campionato | Coppe nazionali | Coppe nazionali | Coppe nazionali | Coppe continentali | Coppe continentali | Coppe continentali | Altre coppe | Altre coppe | Altre coppe | Totale | Totale |
| Stagione               | Squadra                | Comp                   | Pres       | Reti       | Comp            | Pres            | Reti            | Comp               | Pres               | Reti               | Comp        | Pres        | Reti        | Pres   | Reti   |
| ---------------------- | ---------------------- | ---------------------- | ---------- | ---------- | --------------- | --------------- | --------------- | ------------------ | ------------------ | ------------------ | ----------- | ----------- | ----------- | ------ | ------ |
| 2015-2016              | Manchester City        | PL                     | 0          | 0          | FACup+CdL       | 1+0             | 0               | UCL                | 0                  | 0                  | -           | -           | -           | 1      | 0      |
| 2016-2017              | Manchester City        | PL                     | 0          | 0          | FACup+CdL       | 0+1             | 0               | UCL                | 2                  | 0                  | -           | -           | -           | 3      | 0      |
| 2017-2018              | Manchester City        | PL                     | 0          | 0          | FACup+CdL       | 0+2             | 0               | UCL                | 2                  | 0                  | -           | -           | -           | 4      | 0      |
| Totale Manchester City | Totale Manchester City | Totale Manchester City | 0          | 0          |                 | 4               | 0               |                    | 4                  | 0                  |             | -           | -           | 8      | 0      |
| 2018-2019              | West Bromwich          | FLC                    | 29+1       | 0          | FACup+CdL       | 3+3             | 0               | -                  | -                  | -                  | -           | -           | -           | 36     | 0      |
| 2019-2020              | Blackburn              | FLC                    | 34         | 3          | FACup+CdL       | 1+0             | 0               | -                  | -                  | -                  | -           | -           | -           | 35     | 3      |
| 2020-2021              | Fulham                 | PL                     | 33         | 0          | FACup+CdL       | 1+0             | 0               | -                  | -                  | -                  | -           | -           | -           | 34     | 0      |
| 2021-2022              | Fulham                 | FLC                    | 41         | 2          | FACup+CdL       | 1+2             | 0               | -                  | -                  | -                  | -           | -           | -           | 44     | 2      |
| 2022-2023              | Fulham                 | PL                     | 25         | 1          | FACup+CdL       | 4+0             | 0               | -                  | -                  | -                  | -           | -           | -           | 29     | 1      |
| 2023-2024              | Fulham                 | PL                     | 20         | 2          | FACup+CdL       | 0+0             | 0               | -                  | -                  | -                  | -           | -           | -           | 20     | 2      |
| Totale Fulham          | Totale Fulham          | Totale Fulham          | 119        | 5          |                 | 8               | 0               |                    | -                  | -                  |             | -           | -           | 127    | 5      |
| 2024-2025              | Chelsea                | PL                     | 22         | 1          | FACup+CdL       | 2+1             | 2+0             | UECL               | 12                 | 1                  | CmC         | 2           | 1           | 39     | 5      |
| Totale carriera        | Totale carriera        | Totale carriera        | 187        | 9          |                 | 22              | 2               |                    | 16                 | 1                  |             | 2           | 1           | 241    | 13     |

## Palmarès

### Club

#### Competizioni nazionali
- Coppa di Lega inglese: 1

Manchester City: 2017-2018
- Campionato inglese: 1

Manchester City: 2017-2018
- Campionato inglese di seconda divisione: 1

Fulham: 2021-2022

#### Competizioni internazionali
- UEFA Conference League: 1

Chelsea: 2024-2025
- Coppa del mondo per club: 1

Chelsea: 2025

### Individuale
- Squadra della stagione della UEFA Conference League: 1

2024-2025